# Moștenirea lui Fletch
Moștenirea lui Fletch (titlu original: Fletch Lives) este un film american din 1989 regizat de Michael Ritchie. În rolurile principale joacă actorii  Chevy Chase, Hal Holbrook, Julianne Phillips, R. Lee Ermey, Richard Libertini și Cleavon Little. Este continuarea filmului Fletch detectivul din 1985.

## Distribuție
- Chevy Chase - Irwin "Fletch" Fletcher
- Hal Holbrook - Hamilton "Ham" Johnson
- Julianne Phillips - Becky Culpepper
- R. Lee Ermey - Jimmy Lee Farnsworth
- Richard Libertini - Frank Walker
- Randall "Tex" Cobb - Ben Dover
- Don Brockett - sheriff
- Cleavon Little - Calculus Entropy
- George Wyner - Marvin Gillet
- Patricia Kalember - Amanda Ray Ross
- Geoffrey Lewis - Ku Klux Klan Leader
- Richard Belzer - Phil
- Phil Hartman - Bly Bio manager